# جگن نوک‌باریک
کارکس آتروستاچیا (نام علمی: Carex athrostachya) نام یک گونه از سرده جگن است.